# Arno Kompatscher
Arno Kompatscher, né le 19 mars 1971 à Fiè allo Sciliar, est un homme politique italien, membre du Parti populaire sud-tyrolien (SVP). Il est président de la province autonome de Bolzano depuis le 9 janvier 2014. 
Il est président la région du Trentin-Haut-Adige du 15 juin 2016 au 7 juillet 2021.  

## Biographie
Arno Kompatscher étudie le droit aux universités d'Innsbruck et de Padoue entre 1991 et 1997. 
En 1998, il devient chef du conseil juridique et des contrats de la commune de Castelrotto jusqu'en 2004, quand il devient président du conseil d'administration et directeur de la société Cabinovia Siusi - Alpe di Siusi Spa. 
Adjoint au maire de sa commune natale de 2000 à 2005, il en devient maire en 2005 et est réélu en 2010. Il remporte les primaires pour être tête de liste pour les élections provinciales de 2013 avec 82,8 % des voix. Le 27 octobre, le parti remporte les élections avec 45,6 % des voix, mais pour la première fois n'obtient pas la majorité absolue. Le 9 janvier 2014, Kompatscher est élu président de la province et succède à Luis Durnwalder et le 15 juin 2016, est élu président de la région et succède à Ugo Rossi.